# Grimalda
Grimalda – wieś w Chorwacji, w żupanii istryjskiej, w gminie Cerovlje. W 2011 roku liczyła 75 mieszkańców.